# Peter Der Manuelian
Peter Der Manuelian (* 15. April 1959) ist ein US-amerikanischer Ägyptologe.

## Leben
Manuelian studierte an der Harvard University. Ab 1977 nahm er an Ausgrabungen in Gizeh und Naqada teil. 1981 erlangte er im Fach Near Eastern Languages & Civilizations den Bachelor-Grad. Durch das Fulbright-Programm und den DAAD kam er 1981–1982 als Stipendiat an die Eberhard-Karls-Universität Tübingen. Danach wechselte er an die University of Chicago, wo er 1984–1987 an der Erforschung von Tempeln des Neuen Reiches in Luxor teilnahm. 1990 promovierte er am Oriental Institute der University of Chicago.
Seit 1987 ist Manuelian für das Boston Museum of Fine Arts tätig und leitet seit 1993 die Grabungen des Museums in der Nekropole von Gizeh. Zwischen 2000 und 2010 arbeitete er als Dozent für Ägyptologie am Department of Classics der Tufts University sowie zwischen 2001 und 2003 am  Department of Near Eastern Languages and Civilizations der Harvard University. 2003–2008 arbeitete Manuelian zudem als Research Associate am Semitic Museum der Harvard University. Seit 2010 ist er Inhaber des Lehrstuhls für Ägyptologie der Harvard University und seit 2013 Direktor des Semitic Museum.

## Schriften
Fachliteratur
- Studies in the Reign of Amenophis II. 1987
- Living in the Past. Studies in Archaism of the Egyptian Twenty-sixth Dynasty. 1994
- Slab stelae of the Giza necropolis. 2003
- Mastabas of Nucleus Cemetery G2100. 2009
- Digital Giza. Visualizing the Pyramids. 2017

Kinderbücher
- Mit Helen I. Driggs: Ancient Egypt. A Fact-filled Coloring Book. 1997
- Hieroglyphs from A to Z. A Rhyming Book with Ancient Egyptian Stencils for Kids. 2010